# Joe Chambers
Joseph Arthur „Joe” Chambers (ur. 25 czerwca 1942 w Stoneacre) – amerykański perkusista i kompozytor jazzowy, także pianista i wibrafonista, twórca albumów solowych oraz ceniony sideman, współpracujący z wieloma jazzmanami, takimi jak Donald Byrd, Chick Corea, Joe Henderson, Andrew Hill, Freddie Hubbard, Bobby Hutcherson, Charles Mingus, Woody Shaw, Archie Shepp czy Wayne Shorter.

## Dyskografia
Opracowano na podstawie materiału źródłowego.

### Jako lider
- The Almoravid (Muse, 1974)
- New World (Finite, 1976)
- Double Exposure (Muse, 1977)
- New York Concerto (Baystate, 1981)
- Phantom of the City (Candid, 1991)
- Mirrors (Blue Note, 1998)
- The Outlaw (Savant, 2006)
- Horace to Max (Savant, 2010)
- Joe Chambers Moving Pictures Orchestra (Savant, 2012)
- Landscapes (Savant, 2016)

### Jako sideman
Franck Amsallem:
- Summer Times (Sunnyside, 2003)

Donald Byrd:
- Mustang! (Blue Note, 1964)
- Fancy Free (Blue Note, 1969)

Chick Corea:
- Tones for Joan’s Bones (Atlantic, 1966)
- Inner Space (Atlantic, 1966)

Stanley Cowell:
- Brilliant Circles (Freedom, 1972)
- Back to the Beautiful (Concord, 1989)

Miles Davis:
- The Complete In a Silent Way Sessions (Columbia, 1969)

Art Farmer:
- Something Tasty (Baystate, 1979)

Don Friedman:
- Metamorphosis (Prestige, 1966)

Joe Henderson:
- Mode for Joe (Blue Note, 1966)
- Big Band (Verve, 1992)

Andrew Hill:
- Andrew!!! (Blue Note, 1964)
- One for One (Blue Note, 1965)
- Compulsion (Blue Note, 1965)

Freddie Hubbard:
- Breaking Point! (Blue Note, 1964)
- The Rose Tattoo (Baystate, 1983)

Bobby Hutcherson:
- Dialogue (Blue Note, 1965)
- Components (Blue Note, 1965)
- Happenings   (Blue Note, 1966)
- Spiral (Blue Note, 1965–1968)
- Oblique (Blue Note, 1967)
- Patterns (Blue Note, 1968)
- Total Eclipse (Blue Note, 1968)
- Medina (Blue Note, 1969)
- Now! (Blue Note, 1969)
- Blow Up (Jazz Music Yesterday, 1969)

Hubert Laws:
- Wild Flower (Atlantic, 1972)

M’Boom:
- Re: Percussion (Strata-East, 1973)
- M’Boom (Columbia, 1979)
- Collage (Soul Note, 1984)
- To the Max! (Enja, 1990–91)

Charles Mingus:
- Charles Mingus and Friends in Concert (Columbia, 1972)
- Something Like a Bird (Atlantic, 1978)
- Me, Myself an Eye (Atlantic, 1978)

Sam Rivers:
- Contours (Blue Note Records, 1965)

Woody Shaw:
- In the Beginning (Muse 1965)
- The Iron Men (Muse, 1977)

Archie Shepp:
- Fire Music (Impulse!, 1965)
- On This Night (Impulse!, 1965)
- New Thing at Newport (Impulse!, 1965)
- For Losers (Impulse!, 1969)
- Kwanza (Impulse!, 1969)
- On Green Dolphin Street (Denon, 1977)

Wayne Shorter:
- Etcetera (Blue Note, 1965)
- The All Seeing Eye (Blue Note, 1965)
- Adam’s Apple (Blue Note, 1966)
- Schizophrenia (Blue Note, 1967)

Ed Summerlin:
- Sum of the Parts (Ictus, 1998)

The Super Jazz Trio:
- The Super Jazz Trio (Baystate, 1978)
- The Standard (Baystate, 1980)

Hidefumi Toki:
- City (Baystate, 1978)

Charles Tolliver:
- Paper Man (Freedom, 1968)

McCoy Tyner:
- Tender Moments (Blue Note, 1967)

Miroslav Vitouš:
- Infinite Search (Embryo, 1969)

Tyrone Washington:
- Natural Essence (Blue Note, 1967)

Joe Zawinul:
- Zawinul (Atlantic, 1970)